# Daniel Sturla
Daniel Fernando Sturla Berhouet S.D.B. (Sinh 1959) là một Hồng y người Uruguay của Giáo hội Công giáo Rôma. Ông hiện đảm trách vai trò Tổng giám mục chính tòa Tổng giáo phận Montevideo. Trước đó, từ năm 2011 đến năm 2014, ông là Giám mục Phụ tá Tổng giáo phận này.

## Tiểu sử
Hồng y Daniel Fernando Sturla Berhouet sinh ngày 4 tháng 7 năm 1959 tại Montevideo, Uruguay. Ngày 31 tháng 1 năm 1980, chàng trai trẻ Berhouet gia nhập Dòng Slađiêng Don Bosco. Sau quá trình tu học dài hạn, ngày 21 tháng 11 năm 1987, Phó tế Berhouet, 28 tuổi tiến đến việc được truyền chức linh mục, là một linh mục dòng Don Bosco.
Gần một phân tư thế kỉ cử hành các công việc mục vụ trên cương vị linh mục, ngày 10 tháng 12 năm 2011, tin tức từ Tòa Thánh loan đi cho biết Giáo hoàng đã quyết định tuyển chọn linh mục Daniel Fernando Sturla Berhouet, 51 tuổi làm Giám mục Hiệu tòa Phelbes, Giám mục Phụ tá Tổng giáo phận Montevideo. Lễ tấn phong cho tân giám mục được tổ chức sau đó vào ngày 4 tháng 3 năm 2012, với phần nghi thức truyền chức được cử hành bởi 3 giáo sĩ cấp cao, với vị chủ phong là Tổng giám mục Nicolás Cotugno Fanizzi, S.D.B. và hai vị phụ phong gồm Giám mục Arturo Eduardo Fajardo Bustamante, giám mục chính tòa giáo phận San José de Mayo và Giám mục Milton Luis Tróccoli Cebedio, Giám mục Phụ tá Montevideo. Tân giám mục chọn cho mình châm ngôn:Servir al Señor con alegría.
Hai năm sau khi tấn phong, Tòa Thánh bất ngờ loan báo chọn Giám mục phụ tá Berhouet làm Tân Tổng giám mục chính tòa Tổng giáo phận Montevideo thay thế vị tiền nhiệm Nicolás Cotugno Fanizzi hồi hưu. Một năm sau đó, qua công nghị hồng y được cử hành ngày 14 tháng 2, Giáo hoàng Phanxicô vinh thăng tước hồng y cho Tổng giám mục Daniel Fernando Sturla Berhouet, với danh hiệu Hồng y Đẳng linh mục nhà thờ Santa Galla. Tân hồng y đã đến nhận giáo phận của mình sau đó vào ngày 17 tháng 5.